# 民族学

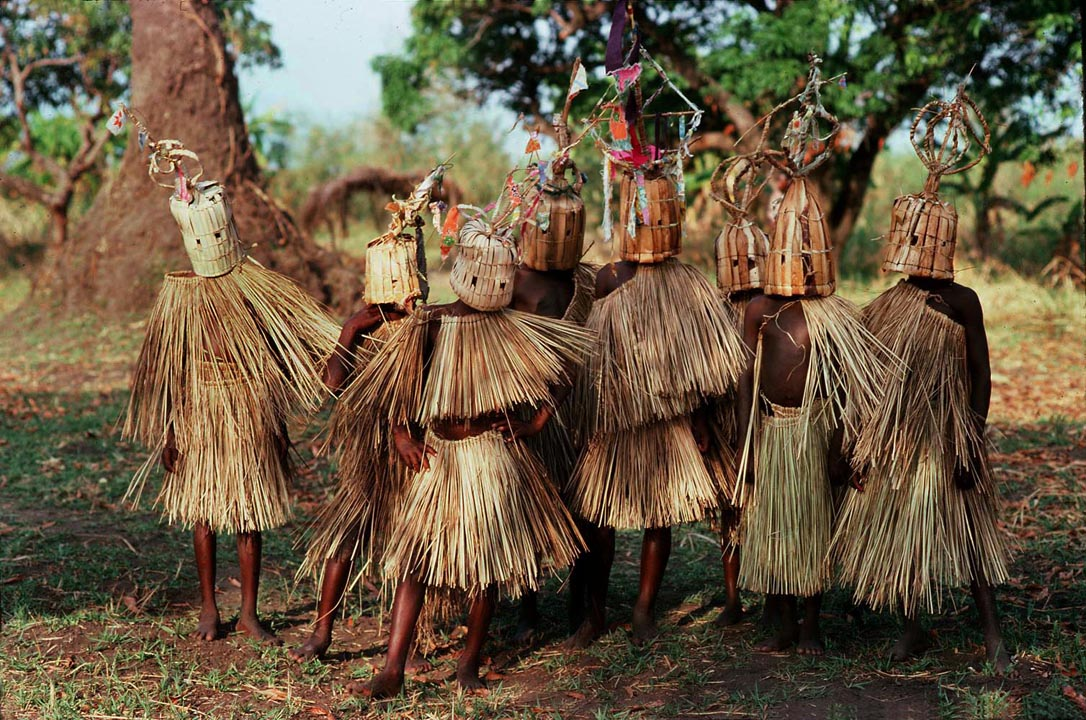
成長の儀式（マラウィ）

民族学（みんぞくがく、英語: ethnology）とは、世界の諸民族の文化や社会を研究する学問である。ただし、国により、学派により、位置づけや意味合いに異同がみられる。

## 民族学の位置づけ

### 欧州大陸における民族学
ヨーロッパ大陸、とくにドイツ語圏を中心とする地域では、文化科学としての民族学と自然科学としての人類学を峻厳に区別している。ここでは単に人類学といった場合は、自然人類学を指し、民族学とは明確に区別し、対置する伝統がある。

### アメリカ合衆国における民族学
アメリカ合衆国では、人類における自然的側面を研究する自然人類学と、文化的側面を研究する文化人類学の両者が、より包括的な人類学の二大部門をなすという体系がおこなわれており、民族学は言語学、考古学とならんで文化人類学の一部を構成している。民族学はそのなかでも中心的で規模の大きい分野となっており、ときには文化人類学と民族学がほぼ同じ意味で用いられることもある。

### 日本における民族学
日本においては、ヨーロッパ大陸流の体系とアメリカ合衆国流の分類とが混用されている。
戦後、国立大学に講座を設けた石田英一郎、岡正雄、大林太良らはウィーンやフランクフルトなどドイツ語圏で訓練を受けていた。そのため、日本では長らく文化人類学的な学問も民族学として呼称される傾向にあった。
しかし民族学の重鎮であった大林が死去した3年後の2004年、日本民族学会が日本文化人類学会に改称されたことに象徴されるように、日本の学界では、民族学はほぼ文化人類学に吸収されたと言っていい。多くの大学の専攻名は「文化人類学」か「人類学」で統一されており、「民族学」を使用しているのは筑波大学（ただし人類学も併用）、慶應義塾大学などしかない。

### 考古学・民俗学との関係
考古学については、日本においては、それが歴史学に近接し、きわめて関連の深い学問と考えられており、一時期は考古学を歴史学の補助学問のように扱うこともあったが、上述のようにアメリカ合衆国では人類学の一領域として扱われることが多く、さらに欧州大陸の考古学は、民俗学（folkloristics）とともに「先史学」を構成し、歴史学や人類学と対置してきた長い伝統がある。
民俗学は、伝承を資料とし、主として自国、自民族の基層文化を叙述していこうとする学問であるが、それに対し民族学は、一般に資料的制約をもたず、あらゆるデータから主として他民族の文化、社会を解明していこうとする学問である。また、日本の民俗学は、柳田國男が「新国学」と称したように江戸時代以来の国学の伝統を引き継いでおり、民具や民家も含めるその資料の広汎さから「自民族を対象とする民族学」の観を呈している。ただし、こんにちでは新しい傾向として日本民俗学においても比較民俗学の隆盛がみられる。

## 民族学（文化人類学）の4つのアプローチ
民族学が独立の科学として成立したのは19世紀半ばであるが、大航海時代以来、世界の諸民族についての知識がヨーロッパにおいて蓄積されたことが基本的な条件になっている。その意味からすれば、民俗学はナショナリズムとともに生まれたのに対し、民族学はコロニアリズムのなかから誕生したととらえることも可能である。
ともあれ、こうした諸民族の生活様式に関する記述を民族誌と呼んでおり、この民族誌的知識をもとにした研究を民族学とするのが世界的な傾向である。民族学は伝統的には、非ヨーロッパ世界の、いわゆる「未開民族」の文化の調査を軸として発達してきたが、こんにちでは未開、文明を問わず世界のすべての民族を研究対象とし、文化の全体構造を探究する一般的な科学に成長した。その一方で、全人類文化の全体的把握をめざす見地から、民族学という呼称を改め、人類学あるいは文化人類学の名称を採用する傾向が強まっている。以下、民族学および文化人類学における主要な思潮および方法論の概略について述べる。

### 進化主義
ハーバート・スペンサーらによる社会進化論（進化を進歩と混同したもの。）の強い影響を受けて、19世紀後半にイギリスやアメリカで隆盛した人類学におけるアプローチであり、そこでは適者生存・優勝劣敗の思想が打ち出されている。代表的な人類学者としては、エドワード・タイラーらがいる。自由主義的な要素が濃い反面、帝国主義や人種差別の正当化に用いられる要素も含んでいる。
スペンサーの著作および社会進化論は加藤弘之らによって紹介され、明治初年以降の日本の社会思想全般に大きな影響を与えた。当時の日本で石器時代研究が人類学教室のなかでおこなわれたり、縄文時代の文化を「先住民族の文化」とみなしたことにも、社会進化論的発想の強い影響がみてとれる。
進化主義的な人類学および民族学はまた、人類の文化に共通する現象として進化をとらえ、人類が基本的心性においては同一であるという点に注意を向けさせる側面があった。

### 歴史民族学（伝播主義）

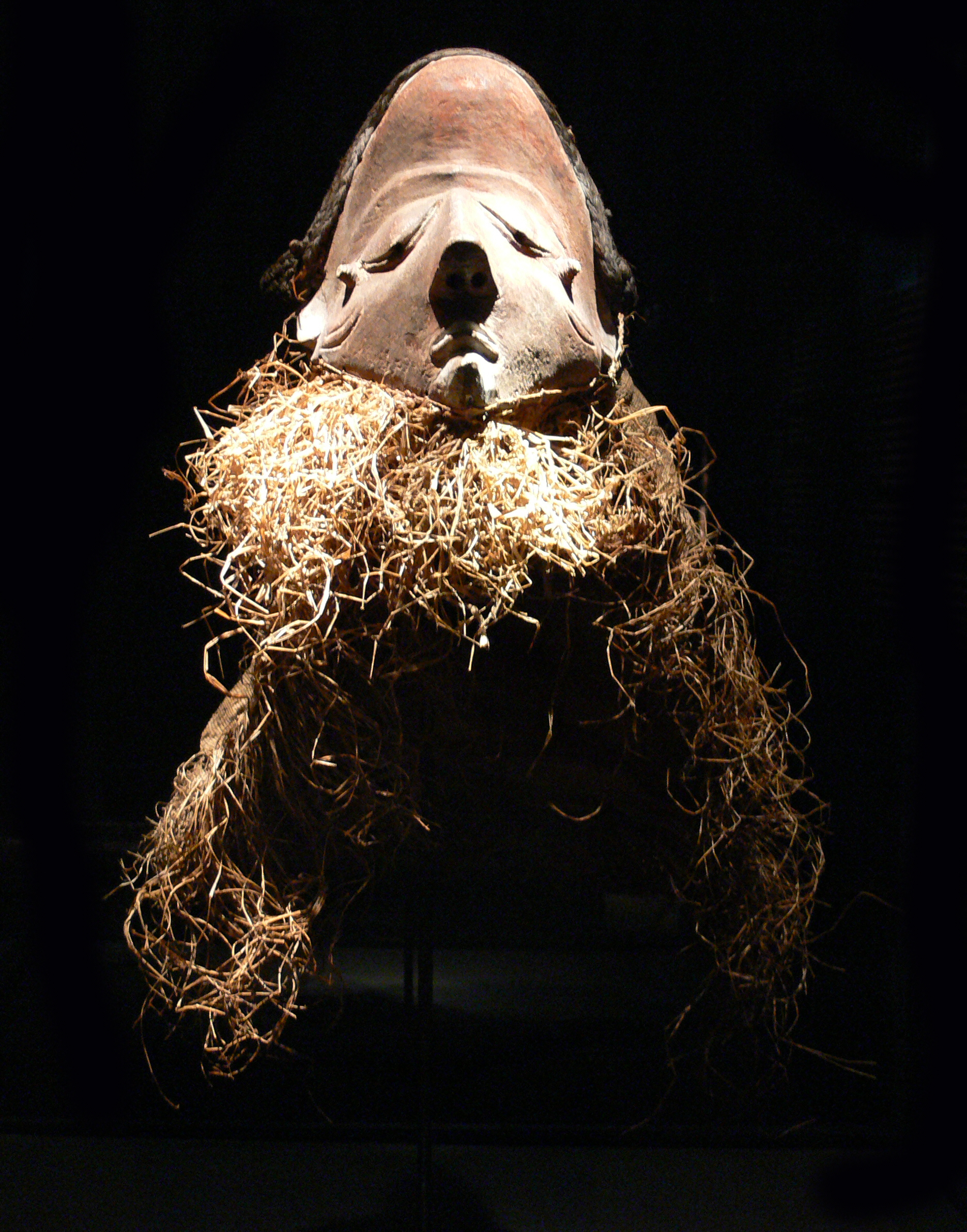
仮面（コンゴ民主共和国）

進化主義への反動として現れたのが、20世紀前半にドイツやオーストリア、アメリカ合衆国でさかんになった歴史民族学であった。
そこでは、個別の文化事象が歴史的に形成されてきたことを強調し、個々の文化要素や文化複合の地理的分布のもつ意味について追究がなされた。
文化の歴史を、文化の伝播の見地から考察する論者が多く、その場合は伝播主義ともいわれる。
伝播主義は、文化要素の分布を手がかりとして、より着実な文化史再構成を目指したものであり、その立場には文化圏説のレオ・フロベニウス（Leo Frobenius）、グレープナー（F.Graebner）、シュミット（W.Schmidt）などがいる。アメリカ歴史学派のなかでは、とくにクローバー（A.L.Kroeber）とウィッスラー（C.Wissler）が伝播主義的傾向を有していた。
第二次大戦後、文化伝播論あるいは伝播主義的立場は、文化圏体系の維持が困難となったこともあり、衰退した。また1980年代までの考古学では、土着の文化の発展を重視する見方が強まっていた。

### 機能主義
機能主義とは、1920年代以降のイギリスでさかんとなった、ロンドン・スクール・オブ・エコノミクスのラドクリフ＝ブラウンやブロニスワフ・マリノフスキらが展開した社会人類学的なアプローチである。個々の制度や機制がその社会全体を維持するうえで果たす機能に着目する。そこには、伝統的なイギリス経験論哲学およびそこから生まれた功利主義思想の影響が認められる。

### 構造主義
第二次世界大戦後のフランスでさかんになったアプローチである。クロード・レヴィ＝ストロースがその中心人物で、ブラジルでの旅の紀行をまとめた『悲しき熱帯』は当時にあってはセンセーショナルな、こんにちでは記念碑的な構造人類学の著作となった。
構造主義的な人類学においては、文化を構成する個々の要素をそれ自体としてではなく、相互間の関係性の束からなる構造としてとらえる。また、特に、意識化されない構造の重要性について論究している。
なお、レヴィ＝ストロースによるムルンギン族の婚姻体系の研究については、アンドレ・ヴェイユが数学における群論 を活用して、その婚姻体系の全容を解明しており、レヴィ＝ストロースの思想は多方面に影響を与えただけでなく、異なる学問分野間の交流や学際的な研究を促進する役割をも担ったと評することができる。

### 文化相対主義へ
民族学は、西欧的世界の外側にあった多様な民族の文化、とくに未開や野蛮とされた自然民族の文化に対する特殊な関心にはじまった。このことは、民族学が人類文化の科学に発展するための契機となったが、同時にまた、それが自らを相対化して一般的な文化の学そのものとして生まれることを妨げる制約ともなった。こんにち民族学が文化人類学の名で呼ばれる理由の一端はそこに認められる。
現代では、エスノセントリズム（自民族優越主義）からの脱却がはかられ、世界の諸民族の文化は等しい価値を持ち、各文化のたがいの差異を優劣関係に置き換えることなく、多様性を尊重する文化相対主義の考えが出現した。